# Colfax (Illinois)
Colfax – wieś w Stanach Zjednoczonych, w stanie Illinois, w hrabstwie McLean.